# Lo Pardal
Lo Pardal Fundació Privada Guillem Viladot és una fundació creada el 4 de desembre de 2001 a Agramunt dedicada a la divulgació i conservació de l'obra del poeta Guillem Viladot, que va adquirir l'immoble l'any 1991. Consta de tres edificis on s'hi exposa l'obra artística i conceptual de Viladot posant èmfasi en la seua poesia visual, gènere del qual en va ser pioner.